# Ancien presbytère de Saint-Évariste-de-Forsyth
L'ancien presbytère de Saint-Évariste-de-Forsyth est un ancien presbytère située dans le village de Saint-Évariste-de-Forsyth à Courcelles–Saint-Évariste au Québec (Canada). Cette vaste résidence, construite en 1906, est caractéristique de l'éclectisme en vogue au tournant du xxe siècle. L'édifice est acquis par la municipalité de Saint-Évariste-de-Forsyth en 1980 et l'intérieur est réaménagé par l'architecte Michael Fish. Il abrite ensuite l'écomusée de la Haute-Beauce en 1980 et 1996. Il sert ensuite de résidence pour personnes âgées. Le presbytère est reconnu comme monument historique en 1982. En 2012, il est automatiquement classé avec la mise en  vigueur de la Loi sur le patrimoine culturel en 2012.

## Histoire
Saint-Évariste-de-Forsyth est colonisé vers la moitié du XIXe siècle, mais c'est cependant 1885 que la paroisse est constituée. L'église, qui remplace deux chapelles qui l'on précédée est construite en 1886 et 1887. Un premier presbytère est construit en 1857. En 1906, il est remplacé par un plus grand selon les spécification du curé Narcisse Proulx (1847-1911). En 1953, le revêtement original en bois est remplacé par du bardeaux d'amiante. en 1954, une lucarne est enlevée au profil d'une cheminée.
En 1980, le presbytère est vendu à la municipalité de Saint-Évariste-de-Forsyth. L'intérieur est réaménagé par l'architecte Michael Fish. Il loge ensuite l'Écomusée de la Haute-Beauce. Le 17 décembre 1982 le presbytère est classé monument historique par le ministre des Affaires culturels. Le musée ferme ses portes en 1996 et sa collection est cédée au Musée Marius-Barbeau à Saint-Joseph-de-Beauce.
Il est vendu à des particuliers et est converti en résidence pour personnes âgées en 2001. En 2007, le presbytère change encore de vocation. Les propriétaires, Sylvain Roy et Manon Robert, le transforme en gîte touristique nommé Gîte du Manoir Forsyth. Il conserve cette vocation depuis.